# Ichneumon amauropus
Ichneumon amauropus är en stekelart som beskrevs av Heinrich 1956. Ichneumon amauropus ingår i släktet Ichneumon och familjen brokparasitsteklar. Inga underarter finns listade i Catalogue of Life.